# Мэрион Мак
Мэрион Мак (англ. Marion Mack, настоящее имя Джой Мэрион Маккрири (англ. Joey Marion McCreery); 8 апреля 1902 — 1 мая 1989) — американская актриса эпохи немого кино, сценарист.

## Биография
Джой Мэрион Маккрири родилась в городке Маммот в Юте. В апреле 1920 года она приехала в Голливуд, чтобы стать актрисой. Она пришла на студию режиссёра Маку Сеннету, который дал ей работу с зарплатой в 25 долларов в неделю. Начинающая актриса снималась в большом количестве короткометражных фильмов. В 1923 году, взяв псевдоним Мэрион Мак, она исполнила главную роль в полуавтобиографическом фильме «Мэри из фильмов», к которому также написала сценарий.
Свою наиболее известную роль Мак сыграла в фильме Бастера Китона «Генерал». Затяжные съёмки вдали от дома настолько измотали актрису, что она не хотела больше сниматься. В 1928 году она снялась в своём последнем фильме, «Алиса в стране кино». В дальнейшем Мак осталась в кинематографе, но работала уже по другую сторону камеры. Она занялась написанием сценариев короткометражных фильмов для своего мужа, продюсера Луиса Левина.
Спрос на короткометражки почти сошёл на нет к концу 1940-х годов, вынудив Мак окончательно уйти из кино. В 1949 году она занялась продажей недвижимости и переехала с супругом, также оставившим прошлую работу, в Коста-Месу. В 1970 году, когда к «Генералу» и другим работам Китона вновь возник интерес, овдовевшая годом ранее Мак присутствовала на многих показах картины, представляла фильм в Европе и рассказывала в интервью о работе над ним.